# إسحاق أنديج
إسحاق أنديج إرماي (1 أكتوبر 1953 - 14 ديسمبر 2024)، هو رجل أعمال تركي إسباني. أسس عام 1984 هو وشقيقه ناحمان شركة مانجو لتجارة الملابس بالتجزئة. وباعتباره المساهم الأكبر في مانجو، بلغت قيمة ثروة أنديج نحو 4.5 مليار دولار أمريكي وقت وفاته، مما جعله أغنى شخص في كتالونيا وأحد أغنى الأشخاص في إسبانيا.

## وفاته
توفي إسحاق أنديج عن عمر إحدى وسبعين عامًا إثر حادث سقوط في وادٍ بعمق 150 مترًا خلال رحلة في سلسلة جبال مونتسيرات بالقرب من برشلونة. وكان أنديج برفقة ابنه جوناثان عند وقوع الحادث.

## روابط خارجية
- إسحاق أنديج في قاعدة بيانات الأفلام على الإنترنت